# ASKÖ Pasching
ASKÖ Pasching – austriacki klub piłkarski z siedzibą w Pasching. Klub działał w latach 1946–2007.

## Historia
ASKÖ Pasching został założony 15 czerwca 1946 jako ATSV Pasching. W 1986 klub zmienił nazwę na ASKÖ Pasching, a w 1999 na SV Pasching. Przez wiele lat klub występował w niższych klasach rozgrywkowych. W latach 2000 klub awansował do trzeciej ligi, rok później do drugiej, a w 2002 po raz pierwszy w Bundeslidze. W swoim premierowym sezonie zajął 5. miejsce, dzięki czemu wystąpił w Pucharze Intertoto w 2003. Pasching kolejno eliminował gruziński WIT Georgia Tbilisi, macedońską Pobedę Prilep, kazachski Tobył Kostanaj, niemiecki Werder Brema, by ulec w finale rozgrywek Schalke 04 Gelsenkirchen. Latem 2003 klub po raz kolejny zmienił nazwę na FC Superfund Pasching.
W kolejnych trzech sezonach klub zajmował dwukrotnie 3. w 2004 i 2006 oraz czwarte miejsce w 2005, dzięki czemu kwalifikował się do Pucharu UEFA. Swoje starty w tych rozgrywkach Pasching kończył na pierwszym przeciwniku, w 2004 i 2005 na rosyjskim Zenicie Petersburg, a w 2006 na włoskim AS Livorno Calcio. W 2007 licencja klubu została sprzedana i w Bundeslidze na licencji Pasching wystąpiła Austria Kärnten. Superfund Pasching został rozwiązany, a na jego miejsce powołano nowy klub FC Pasching, który obecnie występuje w Regionallidze, która jest trzecią klasą rozgrywkową w Austrii.

## Sukcesy
- 3. miejsce w Bundeslidze: 2004, 2006.
- 5 sezonów w Bundeslidze: 2002-2007.
- 3 starty w Pucharze UEFA: 2004-05, 2005-06, 2006-07.
- Puchar Austrii: 2013

## Nazwy klubu
- ATSV Pasching (1946–1986)
- ASKÖ Pasching (1986–1999)
- SV PlusCity Pasching (1999–2003)
- FC Superfund Pasching (2003–2007)

## Reprezentanci kraju grający w klubie
| - Patrick Pircher - Markus Kiesenebner - Christian Mayrleb - Volkan Kahraman - Božo Kovačević - Ernst Dospel - Pascal Grünwald - Manuel Ortlechner - Yüksel Sariyar - Michael Gspurning - Sanel Kuljić - Michael Baur | - Thomas Pichlmann - Roland Kirchler - Jasmin Agić - Nino Bule - Alaksandr Miatlicki - Erich Brabec - Petr Voříšek - Radosław Gilewicz - Andrzej Lesiak - Tomasz Wisio - Tolunay Kafkas - Péter Kabát - Thierry Fidjeu |

## Sezony wBundeslidze
| Sezon   | Uzyskane Miejsce |
| ------- | ---------------- |
| 2002-03 | 5                |
| 2003-04 | 3                |
| 2004-05 | 4                |
| 2005-06 | 3                |
| 2006-07 | 5 (likwidacja)   |

## Europejskie puchary
Legenda do wszystkich tabel:
- Q – runda eliminacyjna, 1/16, 1/8, 1/4, 1/2 – odpowiednia faza rozgrywek, Grupa – runda grupowa, 1r gr – pierwsza runda grupowa, 2r gr – druga runda grupowa, F – finał, R – runda, PO – play-off
- k. – rzuty karne, los. – losowanie, Dogr. – dogrywka, w. – zasada bramek strzelonych na wyjeździe

| Sezon   | Rozgrywki        | Runda | Przeciwnik       | Dom | Wyjazd | Ogólnie |
| ------- | ---------------- | ----- | ---------------- | --- | ------ | ------- |
| 2003    | Puchar Intertoto | 1R    | WIT Georgia      | 1–0 | 1–2    | 2–2, w. |
| 2003    | Puchar Intertoto | 2R    | Pobeda Prilep    | 2–1 | 1–1    | 3–2     |
| 2003    | Puchar Intertoto | 3R    | Toboł Kustanaj   | 3–0 | 1–0    | 4–0     |
| 2003    | Puchar Intertoto | 1/2   | Werder Brema     | 4–0 | 1–1    | 5–1     |
| 2003    | Puchar Intertoto | F     | FC Schalke 04    | 0–2 | 0–0    | 0–2     |
| 2004/05 | Puchar UEFA      | 2Q    | Zenit Petersburg | 3–1 | 0–2    | 3–3, w. |
| 2005/06 | Puchar UEFA      | 2Q    | Zenit Petersburg | 2–2 | 1–1    | 3–3, w. |
| 2006/07 | Puchar UEFA      | 1R    | Livorno          | 0–1 | 0–2    | 0–3     |